# Прийомний (зупинний пункт)
Прийо́мний — залізничний пасажирський зупинний пункт Луганської дирекції Донецької залізниці.
Розташований на західній околиці смт Іванівка, Антрацитівський район, Луганської області фактично одночасно на двох лініях Штерівка — Янівський та Штерівка — Красний Луч між станціями Штерівка (1 км), Браунівка (9 км) та Марусине (7 км).
Через військову агресію Росії на сході України транспортне сполучення припинене.